# Galium domingense
Galium domingense là một loài thực vật có hoa trong họ Thiến thảo. Loài này được Iltis mô tả khoa học đầu tiên năm 1957.